# Mathilde Hylleberg
Mathilde Hylleberg, née le 1er décembre 1998 à Struer, est une handballeuse internationale danoise. Elle évolue au poste d'ailière droite.